# Endri Çekiçi
Endri Çekiçi (* 23. November 1996 in Pogradec) ist ein albanischer Fußballspieler.

## Verein
Çekiçi begann seine Karriere in seiner Heimatstadt beim KS Pogradeci. 2013 wechselte er zum Erstligisten KS Teuta Durrës und kam dort während seiner Jugendzeit als 16-jähriger zu einem Kurzeinsatz in der Europa-League-Qualifikation. 2014 wechselte er nach Kroatien in den Nachwuchs von Dinamo Zagreb, wo er im Februar 2015 auch in der 1. HNL debütierte. In der Folgezeit spielt Çekiçi aber hauptsächlich für die Reservemannschaft in der zweiten Liga. Im Januar 2016 wurde er für anderthalb Jahre an den Ligakonkurrenten Lokomotiva Zagreb verliehen um mehr Spielpraxis zu sammeln. Anfang 2019 wechselte Çekiçi zu NK Olimpija Ljubljana und nach anderthalb Spielzeiten ging er weiter zum türkischen Erstligisten MKE Ankaragücü. Seit dem Sommer 2021 stand er für 2 Spielzeiten bei Ligarivale Konyaspor unter Vertrag, bevor er 2023 zu einem weiteren Konkurrenten innerhalb der Liga, Pendikspor, wechselte.

## Nationalmannschaft
Seit 2020 ist Çekiçi albanischer A-Nationalspieler und bestritt bisher fünf Partien. Davor absolvierte er zwischen 2011 und 2018 insgesamt 38 Partien für diverse Jugendauswahlmannschaften und erzielte vier Treffer.

## Erfolge
- Kroatischer Meister: 2015, 2016, 2018
- Kroatischer Pokalsieger: 2015, 2016, 2018
- Slowenischer Pokalsieger: 2019